# هتاسیلین
هتاسیلین (به انگلیسی: Hetacillin) مانند پنی سیلین با وقفه آنزیم ترانس پپتیداز و رقابت با آلانین موجب ساخته نشدن جدار سلول و لیزه شدن آن می‌شود.

## موارد استعمال
موارد استعمال آن عبارتند از عفونت‌های دستگاه تنفسی، عفونت‌های قبل و بعد از عمل جراحی، عفونت‌های دستگاه گوارشی، عفونت‌های مجرای ادراری—تناسلی.